# 伊藤町 (神戸市)
伊藤町（いとうまち）は兵庫県神戸市中央区の町名。郵便番号650-0032。

## 地理
旧居留地の東から2番目の筋にあたる。商業地域で事務所ビルが立ち並ぶ。
北から東にかけてが東町、南が海岸通、西は江戸町。
丁目には分かれず、旧来からの地番が他の旧居留地内の町々と共有で割り振られている。

## 歴史
当初は居留地内の東西5本南北8本の道路の名の一つで、東から2番目にある幅7.5m・長さ232.2mの道路が初代兵庫県知事・伊藤博文に肖って名づけられた。これが正式な町名となるのが明治32年（1899年）の居留地返還時のことである。

### 年表
- 1918年～1920年（大正7～9年） - ブラジル領事館が置かれていた。
- 1934年（昭和9年） - 仲町（東西を通る中央の通り）・北町（北から2番目の通り）の各一部を編入。
- 戦後 - エルサルバドル領事館を開設。

## 人口統計
2021年（令和3年）12月31日現在の世帯数と人口は以下の通りである。
| 町丁   | 世帯数  | 人口  |
| ------ | ------- | ----- |
| 伊藤町 | 201世帯 | 364人 |

- 平成17年国勢調査（2005年10月1日現在）での世帯数34、人口59、うち男性24人、女性35人[4]。
- 昭和63年（1988年）の世帯数・人口なし[5]。
- 昭和35年（1960年）の世帯数2・人口12[5]。
- 大正9年（1920年）の世帯数10・人口37[5]
- 明治34年（1901年）の戸数5・人口15[5]。

## 小・中学校の学区
市立小・中学校に通う場合、学区は以下の通りとなる。
| 番地 | 小学校               | 中学校                 |
| ---- | -------------------- | ---------------------- |
| 全域 | 神戸市立こうべ小学校 | 神戸市立神戸生田中学校 |

## 交通

### 鉄道
町内に鉄道駅はない。

### 道路
- 前町線
- 仲町線

## 施設
- 神戸ポート郵便局
- 大樹生命神戸三宮ビル
  - ファミリーマート 旧居留地東店
- ライオンズタワー神戸旧居留地

『角川日本地名大辞典』（1988年）によれば、神戸港郵便局・神戸生糸取引所・兵庫相互銀行事務センター・三井生命住友三宮ビル・貿易ビルがあるという。